# Neratovice
Město Neratovice (německy Neratowitz) leží ve Středočeském kraji, v okrese Mělník, v Polabské nížině asi 20 km severně od Prahy na řece Labi, která protéká okrajem města. Neratovice se nacházejí v nadmořské výšce necelých 170 m n. m. a zabírají území o rozloze přibližně 2002 hektarů včetně vesnic Byškovice, Lobkovice, Mlékojedy, Korycany a Horňátky, které k nim patří. Počet obyvatel města roste, žije jich zde již přibližně 16 tisíc.

## Historie
Podle archeologických nálezů bylo území dnešního města poměrně hustě osídleno již v dobách pravěku. Husté lesy při řece Labi lákaly k osídlení nejprve lovce a sběrače, posléze i zemědělce. Poblíž Lobkovic dokonce našli vědci i pozůstatky tzv. dlouhého domu, typické stavby neolitických zemědělců. Oblasti se nevyhnuli ani Keltové, což dokazují nálezy z doby římské. Po Germánech už sem zamířili Slované, kteří v povodí Labe žili také v poměrně velkém počtu. V této krajině se střetávaly slovanské kmeny Pšovanů s Čechy a Zličany. Díky vlivu církve se situace stabilizovala. Vesnice Neradice, původní název Neratovic, je poprvé písemně doložena z roku 1227. Existovala ale patrně mnohem dříve.
Z roku 1380 se zachovaly záznamy o sporu kvůli jezu na Labi mezi Janem z Jenštejna, pražským arcibiskupem a Janem Čuchem ze Zásady, který byl tehdy vlastníkem Lobkovic a také maršálkem královského dvora. Sporu využil král Václav IV., který Jana z Jenštejna zbavil církevního úřadu a poslal na zdejší pozemky své vojáky.

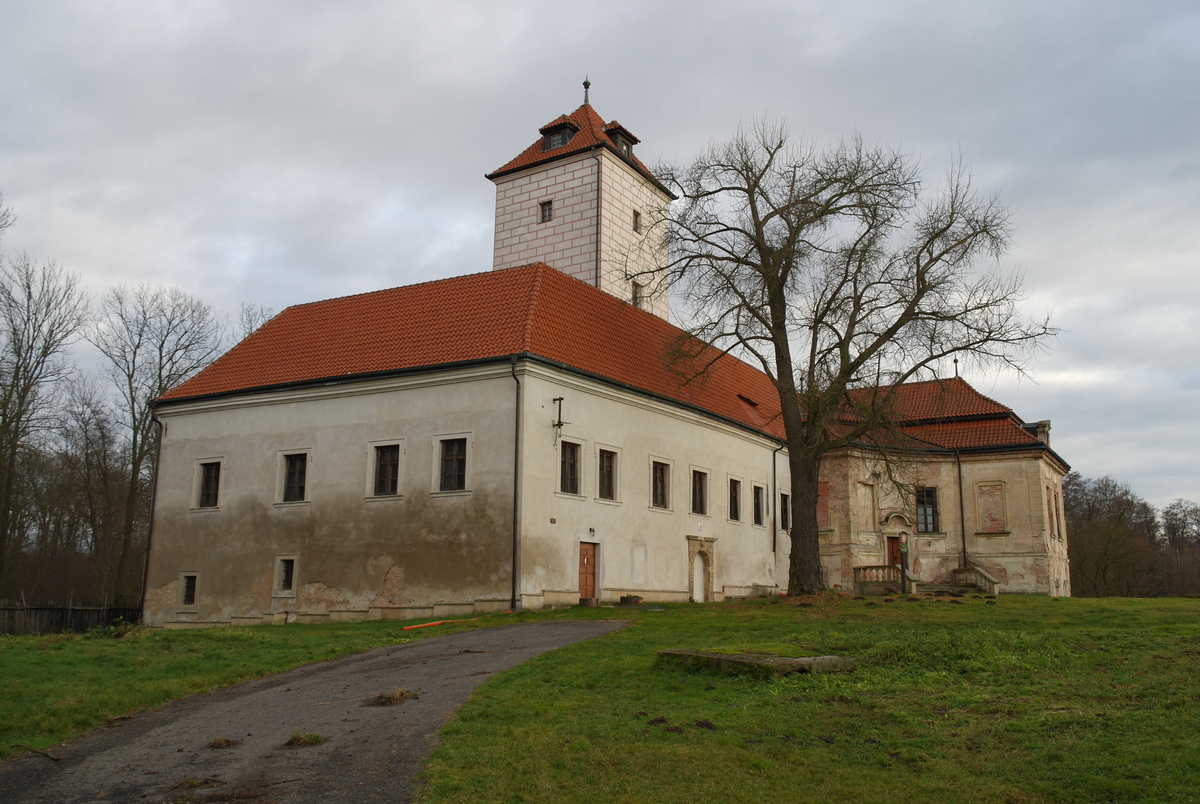
Zámek Lobkovice

V období po třicetileté válce se zdejší krajina vylidnila a v Tereziánském katastru v polovině 18. století je evidováno v Neratovicích jen 49 lidí na sedmi hospodářstvích. V roce 1848 byla zrušena vrchnostenská správa šlechty a Neratovicko připadlo do správy okresního hejtmanství v Karlíně. Tehdy zde žilo 229 lidí ve 30 domech. Postupnému rozvoji napomohlo vybudování v letech 1824–1834 tzv. Rumburské silnice z Prahy na sever Čech. V roce 1873 bylo postaveno vlakové nádraží a tratě jak na Prahu, tak směrem k Brandýsu nad Labem. Masivní industrializace, v rámci které se Neratovice změnily v moderní město a jedno z center chemického průmyslu, propukla v návaznosti na dobrou dopravní dostupnost a dostatek vody až ke konci 19. století. Roku 1898 zde založil V. B. Goldberg továrnu na výrobu oleje, mýdla a svíček. Další továrnu postavil roku 1905 Ing. Gustav Šebor (syn Františka Šebora). V ní vyráběl různé chemikálie, zejména pak čpavek. V roce 1908 přešly Neratovice pod správu okresního hejtmana v Brandýse nad Labem. Ke konci první světové války zde žilo téměř tisíc lidí a roku 1917 od Ing. Šebora jeho továrnu koupilo družstvo GEC a zpracovávali zde ročně 22 vagonů marmelády. V roce 1920 koupila továrnu Goldberga s 220 dělníky firma Saponie, od roku 1939 firmu převzal koncern Spolek pro chemický a hutní průmysl. V roce 1945 byl spolek i se svým závodem v Neratovicích znárodněn. V roce 1950 se podnik osamostatnil s názvem Spolana.
22. března 1945 (kolem půl druhé odpoledne) byl na město proveden nálet 15. letecké armády. Ze 159 (pozdější zdroj stejného autora uvádí 165) bombardérů B-24 Liberator, které směřovaly od Všetat přes Neratovice na Kralupy nad Vltavou, kde byl hlavní cíl útoku (rafinérie minerálních olejů), shodilo 28 letadel na město celkem 254 bomb kalibru 500 liber. Nálet na město prvoplánově nesměřoval, důvodem odhození bomb byla technická závada a chyba v navigaci. Celkem při náletu zahynulo 53 osob, zcela zničeno bylo 14 domů, vážně poškozeno 12 a lehce 144. V současnosti (2020) připomínají nálet pomníčky u 3. vrátnice Spolany, v Kostomlatského sadech a informační tabule na nádraží. Dodnes jsou také patrné krátery po bombách v lesíku u Spolany.
Od 2. poloviny 20. století se národní podnik Spolana Neratovice podílel na rychlém růstu města i jeho obyvatelstva.
V roce 1957 byly Neratovice povýšeny na město.
V roce 2002 bylo město napojeno ke druhému zdroji teplé vody pro ústřední topení na Tepelný napáječ Mělník-Praha, tedy na elektrárnu EMĚ III o 15 km dále po proudu Labe. Prvotním zdrojem bylo po desítky let teplo dodávané z hnědouhelné elektrárny ve Spolaně. Dne 20. října 2007 oslavilo město Neratovice „50 let města a 780 let od první písemné zprávy“.

### Legenda
Ve Vojtěšských legendách se dochovala krátkou zprávu o události spojené právě se svatým Vojtěchem. Biskup se zde nechal převézt přes Labe, ale protože místo peněz převozníkům jen požehnal, byl zbit a okraden o obuv, a proto se prý neratovickým říkávalo dlouho „zouváci“. Onen kámen, kde byl svatý Vojtěch okraden, měl být prý základem dnešní kaple kaple sv. Vojtěcha ze 17. století..

### Územněsprávní začlenění
Dějiny územněsprávního začleňování zahrnují období od roku 1850 do současnosti. V chronologickém přehledu je uvedena územně administrativní příslušnost města v roce, kdy ke změně došlo:
- 1850 země česká, kraj Praha, politický okres Karlín, soudní okres Brandýs nad Labem[9]
- 1855 země česká, kraj Praha, soudní okres Brandýs nad Labem
- 1868 země česká, politický okres Karlín, soudní okres Brandýs nad Labem
- 1908 země česká, politický i soudní okres Brandýs nad Labem[10]
- 1939 země česká, Oberlandrat Mělník, politický i soudní okres Brandýs nad Labem[11]
- 1942 země česká, Oberlandrat Praha, politický i soudní okres Brandýs nad Labem[12]
- 1944 země česká, Oberlandrat Praha, politický okres Mělník, soudní okres Brandýs nad Labem[13]
- 1945 země česká, správní i soudní okres Brandýs nad Labem[14]
- 1949 Pražský kraj, okres Brandýs nad Labem[15]
- 1960 Středočeský kraj, okres Mělník
- 2003 Středočeský kraj, okres Mělník, obec s rozšířenou působností Neratovice

### Rok 1932
V obci Neratovice (1965 obyvatel, poštovní úřad, telefonní úřad, telegrafní úřad, přístav, četnická stanice, sbor dobrovolných hasičů) byly v roce 1932 evidovány tyto živnosti a obchody (výběr): 5 lékařů, autodílna, 7 autodopravců, brašnář, biograf Sokol, biograf Grand-Rio-Radio, cihelna, drogerie, drůbežárna, hodinář, 5 hostinců, hotely Bivoj, Čuba, Pošta a Sokolský dům, továrna na rybí konzervy Gec, lékárna, masér, továrna na mýdlo a svíčky Saponia, továrna na poživatiny, výroba slévárenských potřeb, Lidová záložna pro Neratovice, Spořitelní a záložní spolek pro Neratovice, Živnostenská záložna v Neratovicích, strojírna Jakubec, vývoz zeleniny.
V obci Byškovice (přísl. Horňátky, 835 obyvatel, samostatná obec se později stala součástí Neratovic) byly v roce 1932 evidovány tyto živnosti a obchody: výroba cementového zboží, 2 holiči, 3 hostince, 2 koláři, kovář, krejčí, modistka, obchod s moukou, 3 obuvníci, palivo, 4 rolníci, 2 řezníci, 4 obchody se smíšeným zbožím, 2 trafiky, velkostatek Neštěmické rafinerie cukru, zednický mistr, obchod se zemskými plodinami.
V obci Korycany (330 obyvatel, samostatná obec se později stala součástí Neratovic) byly v roce 1932 evidovány tyto živnosti a obchody: výroba brousků, obchod s dřívím, 2 hostince, 2 koláři, košíkář, 2 kováři, mlékárna, obchod s lahvovým pivem, 14 rolníků, 3 řezníci, 2 obchody se smíšeným zbožím, trafika, velkostatek Havelka.
V obci Lobkovice (517 obyvatel, katol. kostel, samostatná obec se později stala součástí Neratovic) byly v roce 1932 evidovány tyto živnosti a obchody: autodoprava, galanterie, 2 holiči, 4 hostince, továrna na karbid Kasper, 2 kováři, krejčí, lakýrník, obchod s mlékem, mlýn Kasper, obuvník, pekař, písek, 3 řezníci, 4 obchody se smíšeným zbožím, 2 trafiky, truhlář, velkostatek Lobkowitz, vetešník, vulkanizační závod.

## Městské symboly

### Znak
Městský znak byl Neratovicím udělen, ač byly povýšeny na město již v roce 1957, až v roce 1977. Znakem je španělský štít, dělený šikmým zlatým břevnem, na kterém je umístěna zelená lipová ratolest s pěti lipovými listy (1, 2, 2) střídavě se čtyřmi plodenstvími. V horní, červené části štítu, je stříbrná křivule, která je jedinou heraldicky přípustnou figurou vztahující se k chemii, spodní část štítu je modrá. Červená barva na štítu symbolizuje městský status Neratovic, šikmý zlatý pruh symbolizuje úrodný lán zlatých klasů ve zlatém pruhu české země. Českou zemi symbolizuje lipová ratolístka, pět lístků značí pět historických obcí (nyní městských částí), které vytvořily město Neratovice: Byškovice, Lobkovice, Libiš, Neratovice a Mlékojedy (Horňátky a Korycany byly připojeny později, Libiš se odtrhla). Autorem znaku je neratovický heraldik Dr. Miloslav Benda († 2007).

### Vlajka
Vlajku Neratovic tvoři list o poměru stran 2:3 s červeným žerďovým pruhem, širokým třetinu délky listu a se dvěma vodorovnými pruhy: žlutým a modrým.
Znak i vlajka byly schváleny plénem MěNV 30. března 1977.

## Místní části

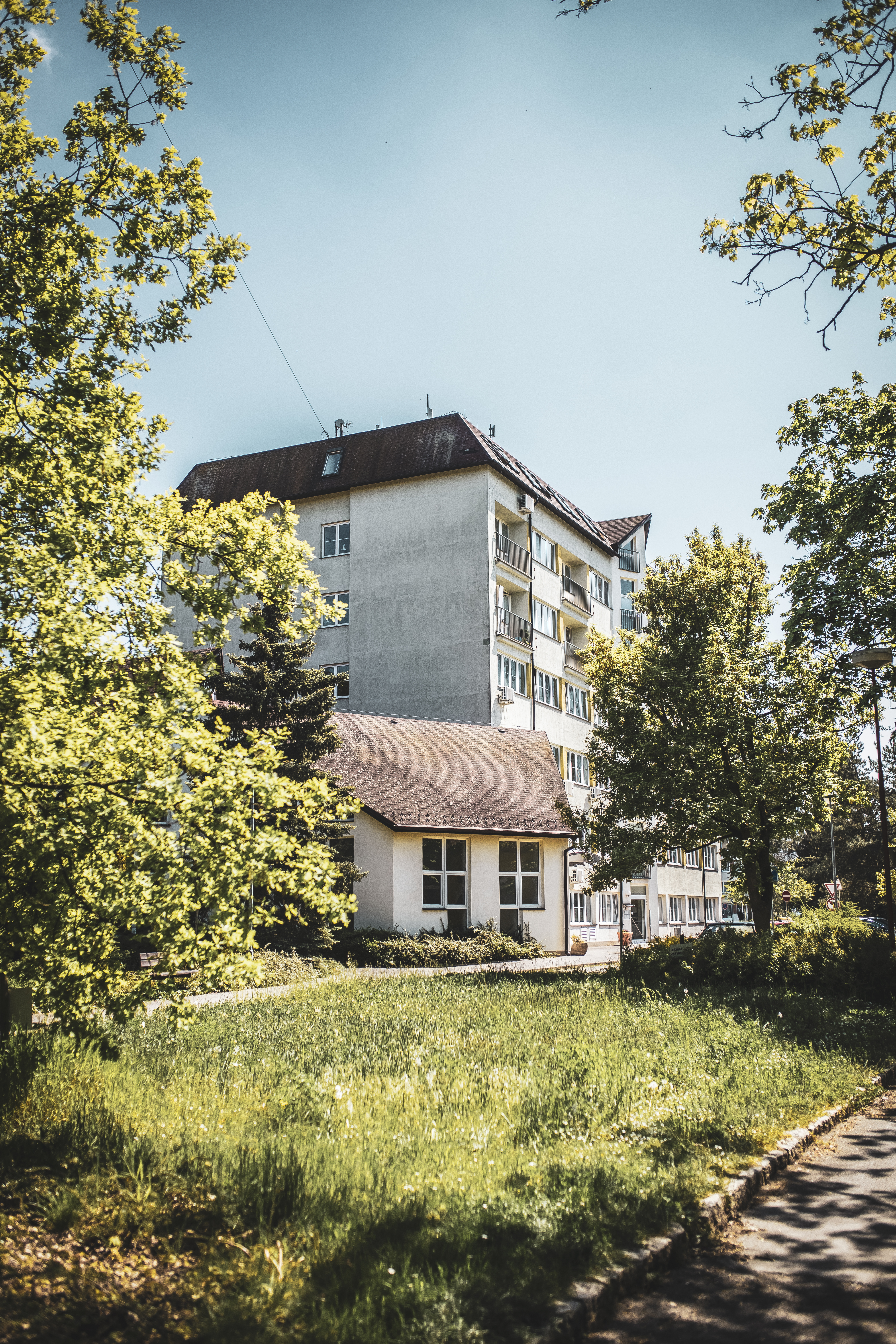
Městský úřad a radnice v Neratovicích v Kojetické ulici

- Lobkovice – Ve středověku větší význam než Neradice měla sousední vesnice Lobkovice. Zmínky o Lobkovicích sahají do 14. století. Na samém východě vesnice se dnes nachází zámek, který byl ale původně tvrzí nebo malým hrádkem. Tvrz byla postavena snad na úplném začátku 15. století v přímém sousedství Labe. Stejně jako celé Neratovicko velmi utrpěla během třicetileté války, kdy byla zdejší krajina velmi zpustošená. Samotný zámek byl velmi pobořen a do dnešní podoby byl rekonstruován až koncem 17. století. Sídlili na něm Lobkovicové, známý český šlechtický rod. Z nich zde sídlil jeho zakladatel Mikuláš Chudý z Újezda. V 19. století pobýval na zdejším zámku i František Palacký, který zde sice nebydlel trvale, Lobkovice sloužily spíše jako rodinné sídlo pro jeho rodinu. Je zde ovšem i se svým synem pohřbený. Za Palackým do Lobkovic zajížděly i známé osobnosti, třeba František Ladislav Rieger nebo Božena Němcová. Dnes žije v Lobkovicích 553 stálých obyvatel. Dne 10. června 1960 byly připojeny administrativně k Neratovicím.[23]
- Horňátky – Vesnička připojená roku 1961 k Neratovicím, kde je dnes evidováno 14 adres, 35 obyvatel. V letech 1869–1890 byla pod název Horňátka součástí obce Byškovice. Zde po okupaci v roce 1968 sídlila sovětská vojenská posádka.
- Byškovice – Vesnice je od 10. června 1960 součást Neratovic.[23] Nalézá se po obou stranách státní silnice z Mělníka do Prahy. Žije zde 296 obyvatel, má svůj fotbalový klub, hřiště, restauraci, síť služeb i drobných obchodů.
- Korycany – Malá, poněkud odloučená vesnička administrativně připojená 1. ledna 1976 k Neratovicím[23], nyní zde žije 124 obyvatel.
- Mlékojedy – Dříve samostatná vesnice, jediná část města na pravém břehu Labe, s městem spojená železničním mostem i lávkou pro pěší. Na jejím kraji u Labe se stále nachází skládka uhlí Spolany na druhém břehu, které je do továrny dopravováno potrubním mostem nad řekou. Žije zde 526 obyvatel, na pokraji je zavodněná bývalá pískovna, která dnes slouží k rekreačnímu koupání. Funguje zde fotbalový klub, dobrovolní hasiči, mají zde základnu kynologové. K Neratovicím byly připojeny 12. června 1964.[23]

Součástí města byla od roku 1954 dříve i Libiš, původně samostatná obec, která se po sametové revoluci opět osamostatnila.
Sousedními obcemi sídla jsou Kojetice, Úžice, Čakovičky, Obříství, Libiš, Tišice, Předboj, Veliká Ves, Kostelec nad Labem a Chlumín.

## Obyvatelstvo
Podle sčítání 1921 zde žilo v 215 domech 1096 obyvatel, z nichž bylo 565 žen. 1 080 obyvatel se hlásilo k československé národnosti, 5 k německé a 1 k židovské. Žilo zde 520 římských katolíků, 128 evangelíků, 165 příslušníků Církve československé husitské a 12 židů. Podle sčítání 1930 zde žilo v 420 domech 1 964 obyvatel. 1 885 obyvatel se hlásilo k československé národnosti a 61 k německé. Žilo zde 1 038 římských katolíků, 204 evangelíků, 279 příslušníků Církve československé husitské a 20 židů.
| Rok            | 1869  | 1880  | 1890  | 1900  | 1910  | 1921  | 1930  | 1950  | 1961          | 1970           | 1980            | 1991   | 2001   | 2011   | 2021   |
| -------------- | ----- | ----- | ----- | ----- | ----- | ----- | ----- | ----- | ------------- | -------------- | --------------- | ------ | ------ | ------ | ------ |
| Počet obyvatel | 1 517 | 1 789 | 1 974 | 2 205 | 2 698 | 2 880 | 4 183 | 5 267 | 7 719 a 9 719 | 8 982 a 10 803 | 15 025 a 16 876 | 15 685 | 16 318 | 16 426 | 15 866 |
| Počet domů     | 206   | 238   | 271   | 315   | 422   | 502   | 848   | 1 368 | 1 361         | 1 368          | 1 462           | 1 707  | 1 749  | 1 749  | 2 114  |

| Rok            | 1869 | 1880 | 1890 | 1900 | 1910 | 1921  | 1930  | 1950  | 1961  | 1970  | 1980   | 1991   | 2001   |
| -------------- | ---- | ---- | ---- | ---- | ---- | ----- | ----- | ----- | ----- | ----- | ------ | ------ | ------ |
| Počet obyvatel | 287  | 412  | 564  | 656  | 964  | 1 096 | 1 965 | 3 138 | 5 509 | 6 889 | 13 305 | 14 158 | 14 813 |
| Počet domů     | 40   | 58   | 77   | 109  | 177  | 215   | 420   | 789   | 1 082 | 828   | 947    | 1 103  | 1 148  |

Věková struktura obyvatel obce Neratovice roku 2011
Rodinný stav obyvatel obce Neratovice roku 2011
Vzdělání obyvatel obce Neratovice roku 2011

## Přírodní poměry

### Geomorfologie
Podle Jaromíra Demka (1987) se řadí Neratovice do následujících geomorfologických jednotek hierarchicky uspořádaných od nejrozsáhlejší po nejmenší:
- Systém: Hercynský
- Subsystém: Hercynská pohoří
- Provincie: Česká vysočina
- Subprovincie: VI.Česká tabule
- Oblast: VIB.Středočeská tabule
- Celek: VIB-3.Středolabská tabule
- Podcelek: VIB-3C.Mělnická kotlina
- Okrsek: VIB-3C-b.Staroboleslavská kotlina

### Geologie
Neratovice patří do útvaru České křídové pánve a částečně do Barrandienu – z nejstarších hornin se zde nachází bazalty (čediče) a metabazalty. Z období ordoviku se ukládaly především vápence a slepence (karbon). V druhohorách vzniknuvší ona pánev obohatila podloží Neratovic příbojovými faciemi (tj. skaliska buližníků a jílových břidlic). Z třetihor se dochovaly ojedinělé čedičové sopouchy (posléze byly erodovány a odneseny pryč). Ve čtvrtohorách se materiál hromadil, a sedimentací v povodí Labe vytvořil říční terasy, spraše a naváté písky, které jsou v okolí patrné.

### Hydrologie

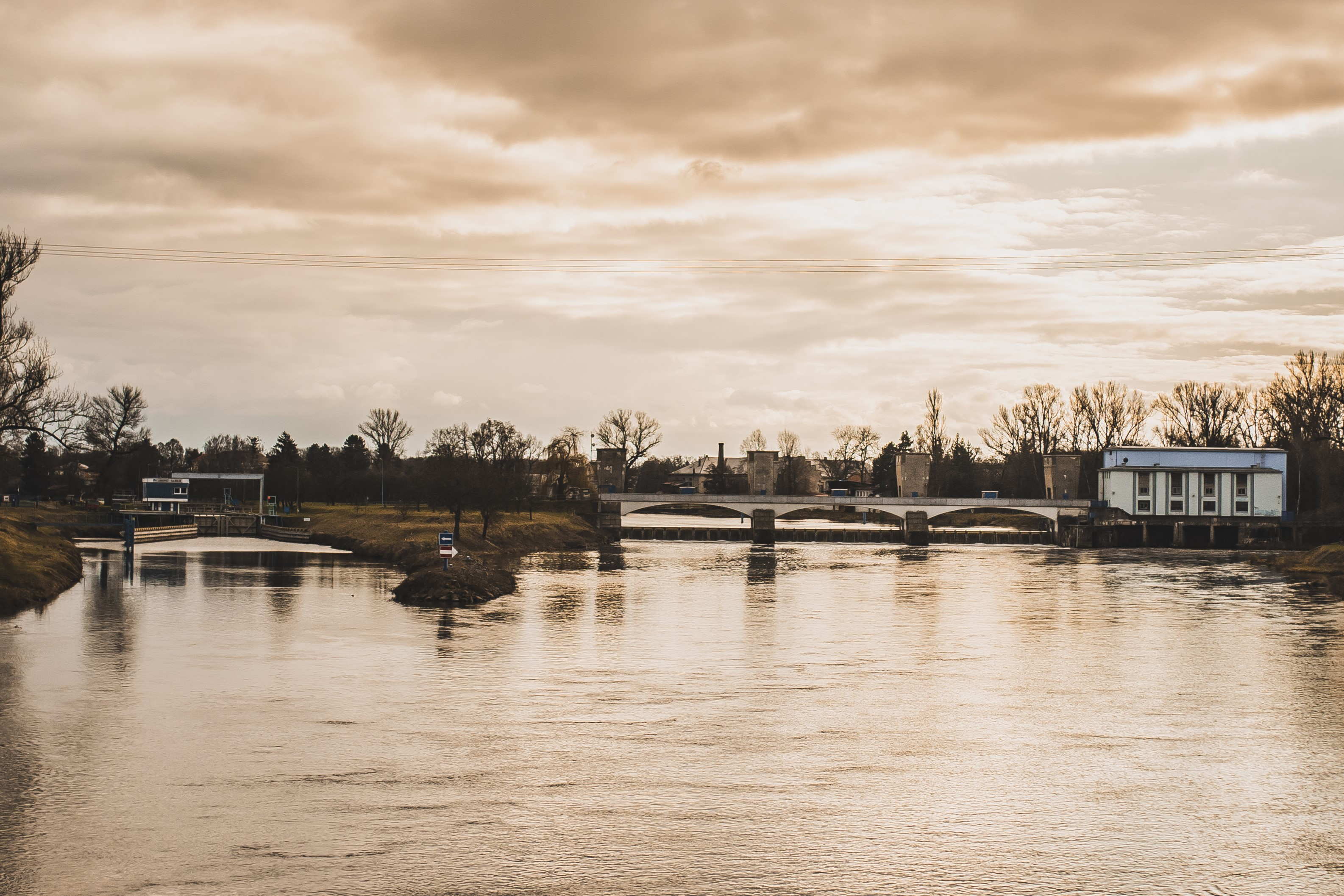
Jez, zdymadlo i vodní elektrárna na Labi

Josef Kunský (1968) řadí Neratovice z hlediska srážek do mírného humidního pásu s hlavním srážkovým vlivem Atlantiku – chod srážek má ráz spíše pevninský s maximem v létě. Co se týče vodních toků, spadá město do povodí řeky Labe (I. řád). Veškerá voda je odváděna do Severního moře a náleží Oderskému (též Středoevropskému) typu rozvodí. Střední tok Labe (od Pardubic po Mělník) má průtok v Neratovicích 100 m³/s s průměrnou šířkou řečiště okolo 97 m. Hlavními přítoky v Neratovicích jsou Kojetický a Košátecký potok. Oblast Neratovicka je bohatá na zásoby podzemních vod.

### Klimatologie
Neratovice se rozkládají v severním mírném podnebném pásu neboli v pásu vzduchu mírných šířek (kategorie č.5, B.P.Alisov). Dle Quittovy klasifikace klimatických oblastí Československa (1971) náleží město Neratovice do Teplé oblasti T2. Tato oblast je charakterizována dlouhým, teplým a suchým létem, velmi krátkým přechodným obdobím, s teplým až mírně teplým jarem a podzimem, a krátkou mírně teplou a suchou až velmi suchou zimou. Průměrná roční teplota se pohybuje okolo 10 °C s maximem v červenci a minimem v lednu. Průměrný roční úhrn srážek kolísá mezi 550–650 mm s maximy v letních měsících. Köppenova klasifikace řadí Neratovice do oblasti Cfb. Písmeno "C" představuje pás mírně teplého klimatu (omezen izotermou 18 °C nejteplejšího měsíce a -3 °C nejchladnějšího měsíce; vyjádřená sezonalita). Malé "f" symbolizuje vlhké klima s dostatkem srážek v průběhu celého roku. Malé "b" pak charakterizuje teplé léto. Obecně se tedy Neratovice nacházejí v mírně teplém klimatu s teplým létem a rovnoměrným rozložením srážek během roku. Některé zdroje řadí Neratovice do oblasti Dfb (Köppen-Geigerova klasifikace klimatu - wikipedia.org).
Průměrná oblačnost činí 61 % (v listopadu 74 %, v srpnu 50 %), průměrná rychlost větru dosahuje 0,7 m/s (největrnějším měsícem je březen), maximální rychlost pak 7,3 m/s (v lednu 2007 byla rychlost 11,9 m/s). Nejsilnější náraz větru byl naměřen 23. července 2009 a 7. srpna 2013 – 26 m/s. Převažující směr větru je západní (20 %) až severozápadní (15 %), nebo i východní (13 %). Nejméně fouká od jihu (1 %) a bezvětří se pak objevuje v 19 % případů. 190 dní v roce zpravidla prší, ale dnů s úhrnem srážek 1 mm a více je pouze 90. V roce 2010 spadlo 993,2 mm srážek, v srpnu onoho roku 301,6 mm a 16. srpna 2010 pak 75,7 mm. Krupobití se objeví v průměru 3krát do roka (v roce 2006 – 7 dní s kroupami). Pětinu srážek spadlých na území Neratovic během roku tvoří sníh a ten padá v průměru 43 dní. Počet dnů se sněhovou pokrývkou vyšší než 1 cm je 24. Průměrná maximální výška sněhové pokrývky za rok je 13 cm. 18. ledna 2010 činila nejvýše 29 cm. Nejvyšší teplota byla naměřena 20. srpna 2012 a zároveň 8. srpna 2015, a činila +38,2 °C, nejnižší pak 28. prosince 1996 s hodnotou -20,6 °C. Nejvyšší amplituda teploty (rozdíl maxima a minima za 24 hodin) byla zaznamenána 22. června 2008 a činila 22,9 °C (Tmax: +33,9 °C, Tmin: +11,0 °C). Tropických dní (Tmax > 29,9 °C) je v Neratovicích 16 (v roce 2003 jich bylo 34, v roce 1997 jen 5), tropická noc (Tmin > 19,9 °C) se objeví v průměru jednou za rok (rok 1994 jich měl hned 7) a letních dní (Tmax > 24,9 °C) se vyskytne pak 66. Mrazových dní (Tmin < 0,0 °C) je v průměru 73, ledových dní (Tmax < 0,0 °C) je zpravidla 20 v roce. Arktických nocí (Tmin < -9,9 °C) se v průměru vyskytne 7 (rok 1996 celých 20), ovšem arktické dny (Tmax < -9,9 °C) jsou vzácné. Objevit se však mohou (v roce 1996 jich bylo hned 6). 191 dní v roce je průměrná denní teplota rovna nebo vyšší než 10 °C. Nejvyšší atmosférický tlak přepočtený na hladinu moře byl naměřen 17. února 2008 a dosáhl hodnoty 1048,4 hPa, nejnižší hodnoty pak bylo dosaženo 16. prosince 2011 – 975,3 hPa. Průměrný tlak vzduchu nad Neratovicemi je 1016,5 hPa, průměrná vlhkost činí 69%. Údaje se vztahují k letům 1994–2014. Extrémy teplot a srážek v tabulce jsou vztaženy k 30.6.2019.
| Neratovice – podnebí         | Neratovice – podnebí | Neratovice – podnebí | Neratovice – podnebí | Neratovice – podnebí | Neratovice – podnebí | Neratovice – podnebí | Neratovice – podnebí | Neratovice – podnebí | Neratovice – podnebí | Neratovice – podnebí | Neratovice – podnebí | Neratovice – podnebí | Neratovice – podnebí |
| Období                       | leden                | únor                 | březen               | duben                | květen               | červen               | červenec             | srpen                | září                 | říjen                | listopad             | prosinec             | rok                  |
| ---------------------------- | -------------------- | -------------------- | -------------------- | -------------------- | -------------------- | -------------------- | -------------------- | -------------------- | -------------------- | -------------------- | -------------------- | -------------------- | -------------------- |
| Nejvyšší teplota [°C]        | 15,6                 | 18,7                 | 22,5                 | 32,0                 | 33,3                 | 37,4                 | 37,6                 | 38,2                 | 33,8                 | 26,7                 | 19,1                 | 14,4                 | 38,2                 |
| Průměrné denní maximum [°C]  | 2,4                  | 5,0                  | 9,6                  | 16,3                 | 21,2                 | 24,2                 | 26,3                 | 25,7                 | 20,0                 | 13,9                 | 7,6                  | 3,1                  | 14,6                 |
| Průměrná teplota [°C]        | 0,2                  | 1,9                  | 5,3                  | 10,8                 | 15,5                 | 18,5                 | 20,5                 | 19,8                 | 15,0                 | 10,0                 | 5,0                  | 1,1                  | 10,3                 |
| Průměrné denní minimum [°C]  | −2,2                 | −1,5                 | 0,9                  | 5,0                  | 9,6                  | 12,7                 | 14,5                 | 14,0                 | 10,1                 | 6,2                  | 2,4                  | −1,3                 | 5,9                  |
| Nejnižší teplota [°C]        | −19,9                | −19,3                | −11,7                | −5,1                 | −1,5                 | 2,7                  | 7,5                  | 6,9                  | 0,9                  | −6,0                 | −10,0                | −20,6                | −20,6                |
| Průměrné srážky [mm]         | 45                   | 22                   | 31                   | 34                   | 72                   | 80                   | 105                  | 92                   | 52                   | 40                   | 36                   | 40                   | 649                  |
| Maximální srážky [mm]        | 99,9                 | 43,1                 | 82,1                 | 71,1                 | 105,3                | 143                  | 166,4                | 301,6                | 141,1                | 75,5                 | 73,6                 | 74,4                 | 1 377,1              |
| Sněžení [cm]                 | 101                  | 56                   | 58                   | 2                    | 0                    | 0                    | 0                    | 0                    | 0                    | 0                    | 9                    | 59                   | 285                  |
| Zdroj: Počasí v Neratovicích |                      |                      |                      |                      |                      |                      |                      |                      |                      |                      |                      |                      |                      |

### Pedologie
Vzhledem k tomu, že Neratovice leží do nadmořské výšky 200 m n. m. a nachází se v bezprostřední blízkosti Labe, náleží oblast mezi půdy nížin a nižších pahorkatin. Půdy jsou vyvinuty na mladotřetihorních písčitých až jílovitých nánosech. Půdní typy (dle půdního profilu) zastupují úrodné černozemě a v menší míře i hnědozemě (kambizemě). V poříčí Labe se vyskytují půdy nivní (fluvizemě). Posledním typem jsou tzv. kultisoly, antropogenní půdy (meliorací přeměněné původní půdy). Dle zrnitosti (půdní druhy) v Neratovicích převažují půdy hlinité, místy se zastoupením prachu. V menší míře zde najdeme i půdy jílovité.

### Biota
V rámci biogeografické regionalizace jsou Neratovice součástí hercynské podprovincie (Hercynie), jež je typická pro celou oblast střední Evropy a západní Evropy. Samotné město spadá do Polabského bioregionu. Fytogeograficky patří do Holarktické čili severní mimotropické floristické oblasti (Holarktis), která zahrnuje celou Evropu, Severní Ameriku a velkou část Asie. Hierarchicky nižší jednotkou je Pannonicum (oblast středoevropské a jihoevropské teplomilné květeny). Nejmenší jednotkou je obvod s teplomilnou květenou – Subpannonicum. Dle pana Skalického (1988) je fytogeografická regionalizace následovná:
- Oblast: Termofytikum
- Obvod: České termofytikum
- Okres: 11-Střední Polabí
- Podokres: 11a-Všetatské Polabí

Vegetačním stupněm představují Neratovice údolní nivu s lužním lesem s návazností dubového stupně (vegetační doba trvá více než 170 dní). Dnes jen ostrůvkovitě (dub, akát). Z fytogeografických ekosystémů převažují stepní trávníky (metlička, lipnice), méně pak lužní lesy a dubohabrové háje v blízkosti Labe (olše, topol, vrba; sasanka, suchopýr či kopřiva). Třetím ekosystémem jsou stojaté i tekoucí vody, mokřady a slatiny (slepá ramena Labe – leknín, rákos, orobinec). Posledním regionem je ekosystém na vátých píscích a písčinách (hlaváček, pelyněk). Zoogeograficky (dle rozšíření ptáků, později i savců) jsou Neratovice součástí celku zvaného Arktogea (územním rozsahem odpovídá Holarktisu). Mařanova koncepce (1958) upřesněna J. Bucharem (1983) řadí město do provincie listnatých lesů, distriktu úseku českého. Nejmenší jednotkou je obvod středočeských nížin a pahorkatin (koresponduje s geomorfologickou jednotkou Česká tabule). Zoogeografické ekosystémy (vliv člověka; druhotná fauna) podle pana Čihaře:
Ekosystém:
- lidská sídliště – křižák, moucha; vrabec, sýkora, myš, potkan
- pole, louky, pastviny – slíďák, kobylka, motýli; straka, poštolka, ještěrka, zajíc
- vody a jejich okolí – šídlo, ovád, komár; rak, kapr, okoun, kachna
- lužní lesy – mravenec, brouk, lumek; kalous, zmije, veverka
- stráně, stepi, písčiny – kutilka, vřetenuška; rejsek, hraboš

Na území Neratovicka v těsném sousedství chemičky Spolany se nachází přírodní rezervace Černínovsko, která byla vyhlášena v roce 1950 a Spolanou je prakticky nedotčena. Má rozlohu 10,1 ha a jedná se o biotop jednoho z posledních labských ramen obklopeného lužním lesem starým přes 90 let. Vzácným živočichem je zde plž Valvata pulchella.

## Průmysl

### Spolana Neratovice

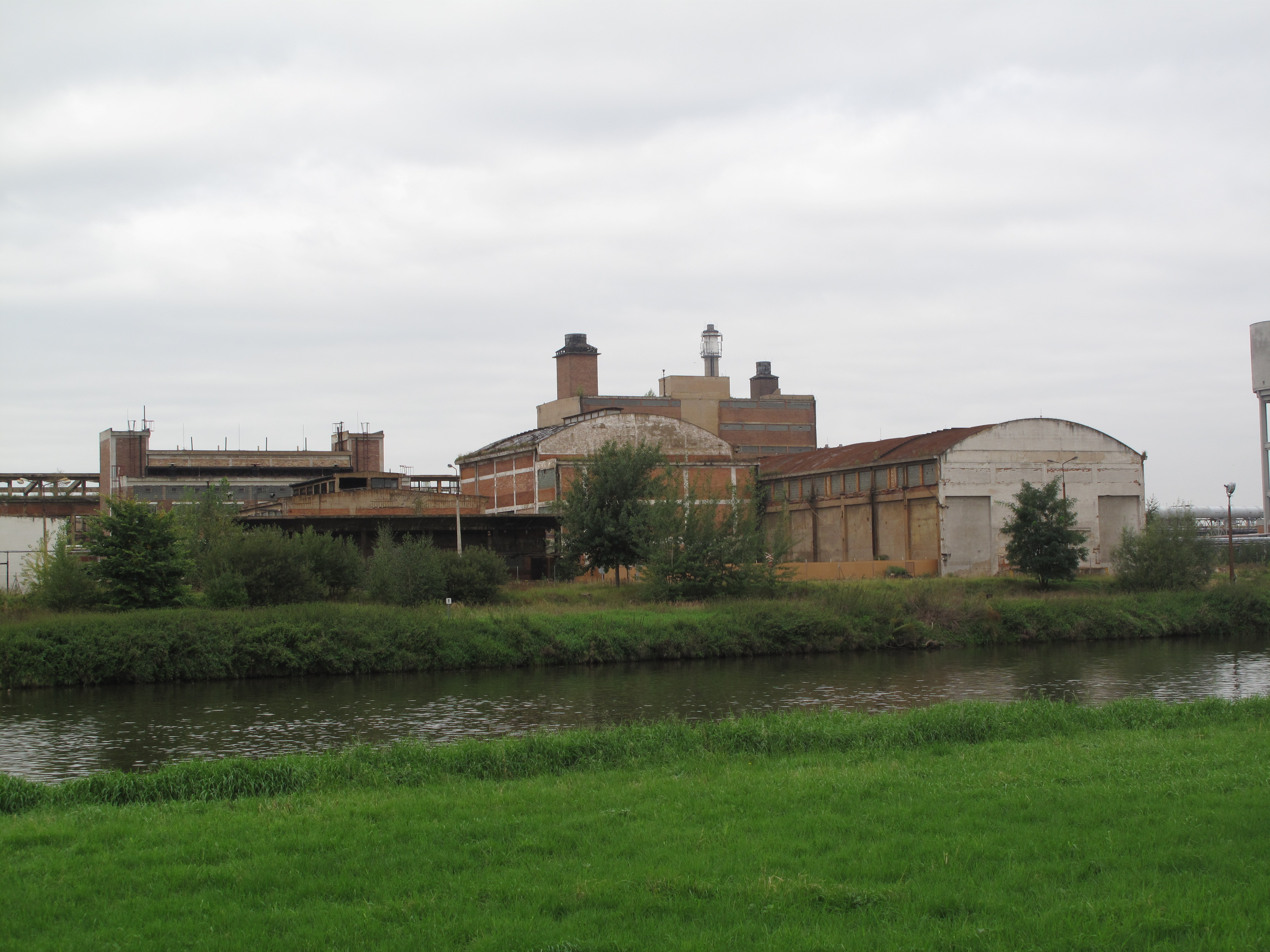
Industriální dědictví Spolany Neratovice

Rozhodující velká chemická továrna, do roku 1954 patřící Spolku pro chemickou a hutní výrobu v Praze, zaměřená zejména na výrobu kaprolaktamu, chlóru a jeho další zpracování na PVC.

### Cayman Pharma
Společnost Cayman Pharma vznikla v říjnu 2006 spojením dvou firem z velmi rozdílných částí světa. Jednou z firem byla Cayman Chemical, biochemická společnost se sídlem v USA, globálně uznávaná jako odborník na chemii lipidů. Druhou z firem byla NeraPharm, firma působící od konce 70. let 20. století v areálu Spolany jako Závod kvalifikované chemie. Závod kvalifikované chemie byl vytvořen v době sovětské hospodářské nadvlády a centrálního plánování. Jeho cílem bylo vyvinutí a zavedení nezávislé výroby důležitých veterinárních prostaglandinů pro celý východní blok. Obě firmy ovšem spojují jedinečné zkušenosti v oboru prostaglandinové chemie.

### Lachema Neratovice
Druhá větší chemická továrna – dříve Sana, pak Lachema, národní podnik Brno, závod 3, byla založena 1. ledna 1986 odtržením části budov a výroby ze Spolany. Byl zde mj. vybudován provoz pěnového polystyrénu, menší provozy kyselin a laboratorních chemikálií, sladidla Sorbidu, hnojiva pro zahrádkáře. Továrna byla přejmenována na LachNer.

### Další podniky před rokem 1990
- V lednu 1961 se z někdejšího družstva Druchema vytvořila provozovna Styl, kde zhruba 60 dělníků vyrábělo bytovou chemii
- V prosinci 1975 vzniklo družstvo Opus, zabývající se šitím sportovní výzbroje
- Sempra – závod Neratovice, produkovala cibule tulipánů, gladiol[30]

## Doprava

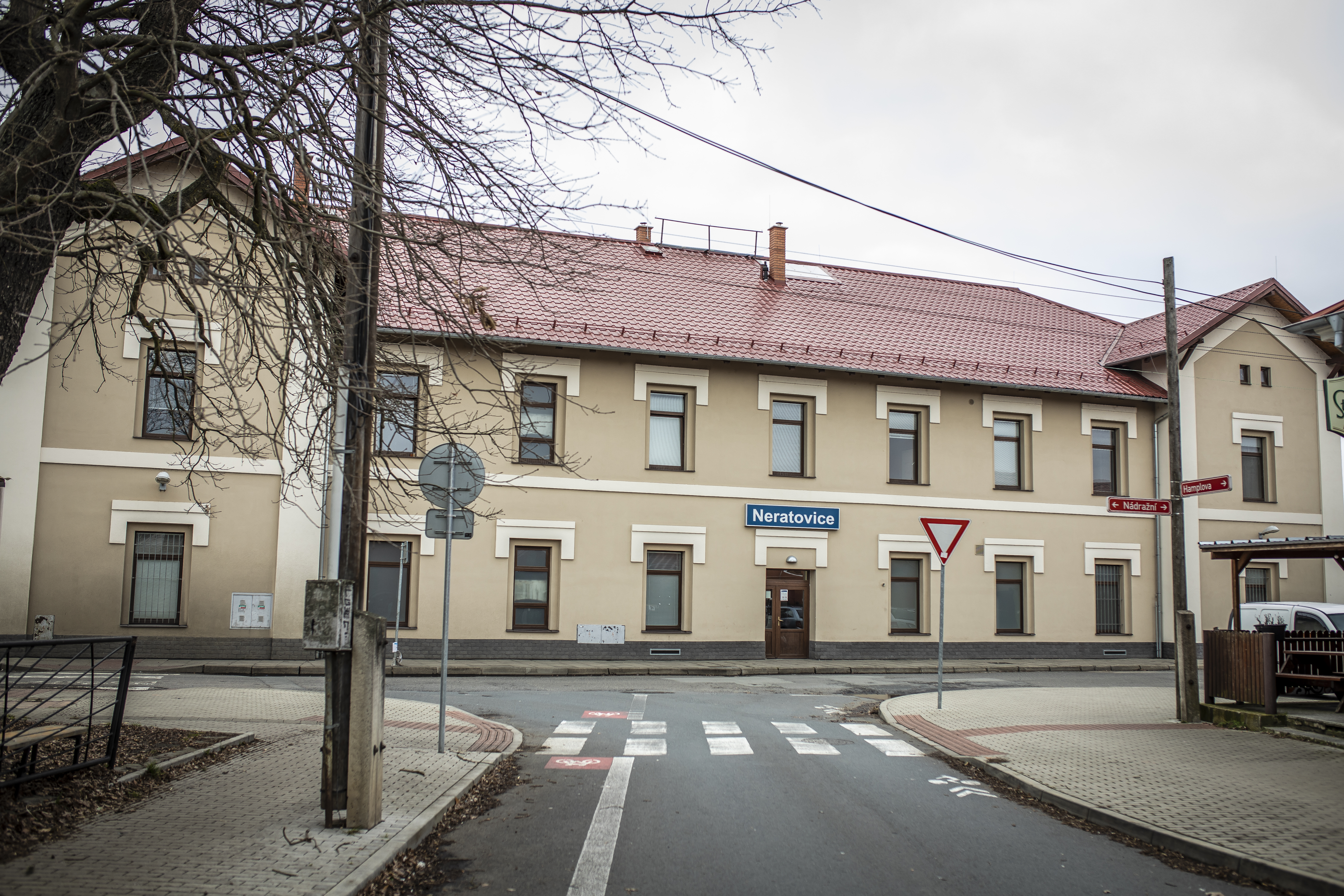
Železniční stanice Neratovice

### Dopravní síť
Okrajem katastrálního území města prochází silnice I/9 Zdiby – Mělník – Česká Lípa – Rumburk. Městem prochází silnice II/101 Brandýs nad Labem-Stará Boleslav – Neratovice – Kralupy nad Vltavou – Kladno.
Město je důležitou železniční křižovatkou. V železniční stanici Neratovice odbočují z hlavní trati Praha–Turnov tratě do Čelákovic a Kralup nad Vltavou. Na území města leží také mezilehlé železniční zastávky Neratovice sídliště (na trati Praha–Turnov), Neratovice město a Lobkovice (na trati Čelákovice–Neratovice). Železniční trať Praha–Turnov je jednokolejná celostátní trať, doprava byla zahájena roku 1865 pro směr do Turnova, ve směru do Prahy roku 1871. Železniční trať Čelákovice – Brandýs nad Labem – Neratovice je jednokolejná regionální trať, doprava byla mezi Neratovicemi a Brandýsem nad Labem zahájena roku 1899. Železniční trať Neratovice – Kralupy nad Vltavou je jednokolejná celostátní trať, doprava na ní byla zahájena roku 1865.

### Veřejná doprava 2012
Z města vedly autobusové linky do těchto cílů: Brandýs nad Labem-Stará Boleslav, Kostelec nad Labem, Kralupy nad Vltavou, Mělník, Mšeno, Odolena Voda, Praha, Štětí.
K 7. dubnu 2015 byla ukončena hlavní příměstská linka z Neratovic k autobusovému stanovišti u stanice metra Nádraží Holešovice (původně Nerabus) a Neratovice se zapojily do projektu Pražské integrované dopravy. Hlavní linkou se stal autobus č. 348 končící u stanice metra Ládví.
- 348 (Obříství) – (Chlumín) – (Libiš, obec) – (Neratovice, U Vojtěcha) – Neratovice, Dům kultury – Ládví – (Bulovka)

Po železniční trati 070 vede linka S3 a R3 (Praha-Vršovice – Mladá Boleslav) v rámci pražského systému Esko. Po trati 070 jezdí osobní vlaky i rychlíky, přepravní zatížení železniční stanice Neratovice bylo denně 5 rychlíků a 1 spěšný vlak, v pracovních dnech 22 osobních vlaků, o víkendech 12 osobních vlaků. Po trati 074 v pracovních dnech jezdilo 14 osobních vlaků, o víkendech 9 osobních vlaků. Po trati 092 jezdilo v pracovních dnech 13 osobních vlaků, o víkendech 9 osobních vlaků.

### Vodní doprava
Řeku Labe protékající městem využívaly zejména zásobovací lodě s uhlím a materiály pro Spolanu a města na střední části Labe. V malé míře i k rekreační plavbě malých plavidel. V katastru města na pomezí s Lobkovicemi a Mlékojedy je zdymadlo s malou elektrárnou a komorami pro projíždějící lodě.

## Turistika
- Cyklistika – Územím města vede cyklotrasa č. 24 Nymburk – Stará Boleslav – Neratovice – Mělník.
- Pěší turistika – Městem vedou turistické trasy  Lobkovice – Neratovice – Kozly – Ovčáry,  Kojetice – Lobkovice – Jiřice – Kostelec nad Labem.

## Pamětihodnosti
- Kaple sv. Vojtěcha
- Kostel nanebevzetí Panny Marie v Lobkovicích
- Kostel Nejsvětější Trojice a pastorační centrum Kardinála Josefa Berana v Libiši – plánované dokončení v roce 2027
- Zámek Lobkovice
- Hrobka Františka Palackého na hřbitově v Lobkovicích
- První český elektrochemický závod na karbid, Bohdan Kasper, založen v roce 1899 v Palackého ulici přestavbou části mlýna, objekt dochován v dobrém stavu včetně komína, strojovny a kanálů. Je částečně využíván.[8]
- Areál Spolany Neratovice. Jako první zde založil V. B. Goldberg v roce 1898 továrnu na mýdlo, svíčky a stearin, později přibyla výroba karbidu a čpavkové vody. Po krachu a přechodu na potravinářskou výrobu v roce 1939 areál koupil proslulý Spolek pro chemickou a hutní výrobu a následovaly masivní úpravy areálu. Mimo jiné zde vznikla unikátní konstrukce skladu se skořepinovou sedlovou střechou tvaru hyperbolického paraboloidu či hydroelektrárna, součást zdymadla Lobkovice. V roce 1950 vznikl po znárodnění spolku n. p. Spolana Neratovice. Kromě tehdejší výroby umělých vláken začal podnik produkovat chlór, kyselinu chlorovodíkovou či celofán a od roku 1975 také PVC. Dnes je architektonicky mimořádně cenný a stále funkční areál ve vlastnictví polského PKN Orlen.[8]
- Zdymadlo a hydroelektrárna Lobkovice. Zdymadlo postaveno v letech 1914 až 1922, dnešní podoba jednolodní plavební komory pak pochází z roku 1977. V roce 1927 proběhla stavba pohyblivého jezu v krátkém průkopu asi 300 metrů pod původním pevným jezem, který vzdouval vodu do mlýnského náhonu. V letech 1942 až 1947 postaveno Spolkem pro chemickou a hutní výrobu hydroelektrárna s dvěma vertikálními Kaplanovými turbínami o výkonu 1,18 MW z pardubické továrny Josefa Prokopa synové.[8]
- Železniční stanice Neratovice, postavena v roce 1872 v rámci Turnovsko-kralupské dráhy.[8]

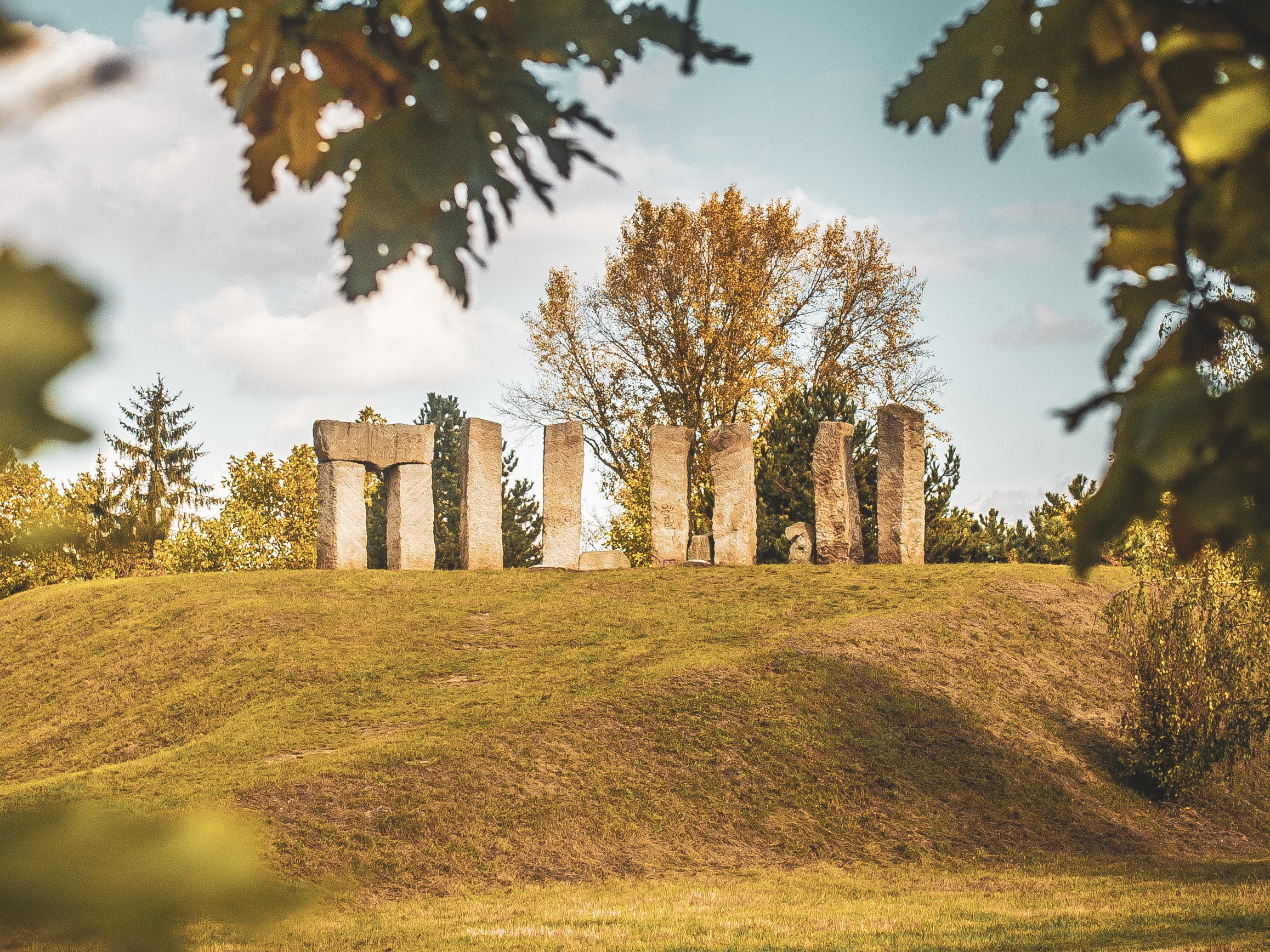
Kamenná plastika MILUJI Lenky Klodové

- Realizovaná díla ze sympozia Oživené město Neratovice ´97:
  - Jezdecká socha Jana Novotného (1999)[31]
  - Kameny v lesíku Dagmar Šubrtové (2000)
  - Pískovcová plastika MILUJI Lenky Klodové (2001)
  - Kamenná kniha Kurta Gebauera v Lobkovicích (2018)[32]

### Kulturní dům

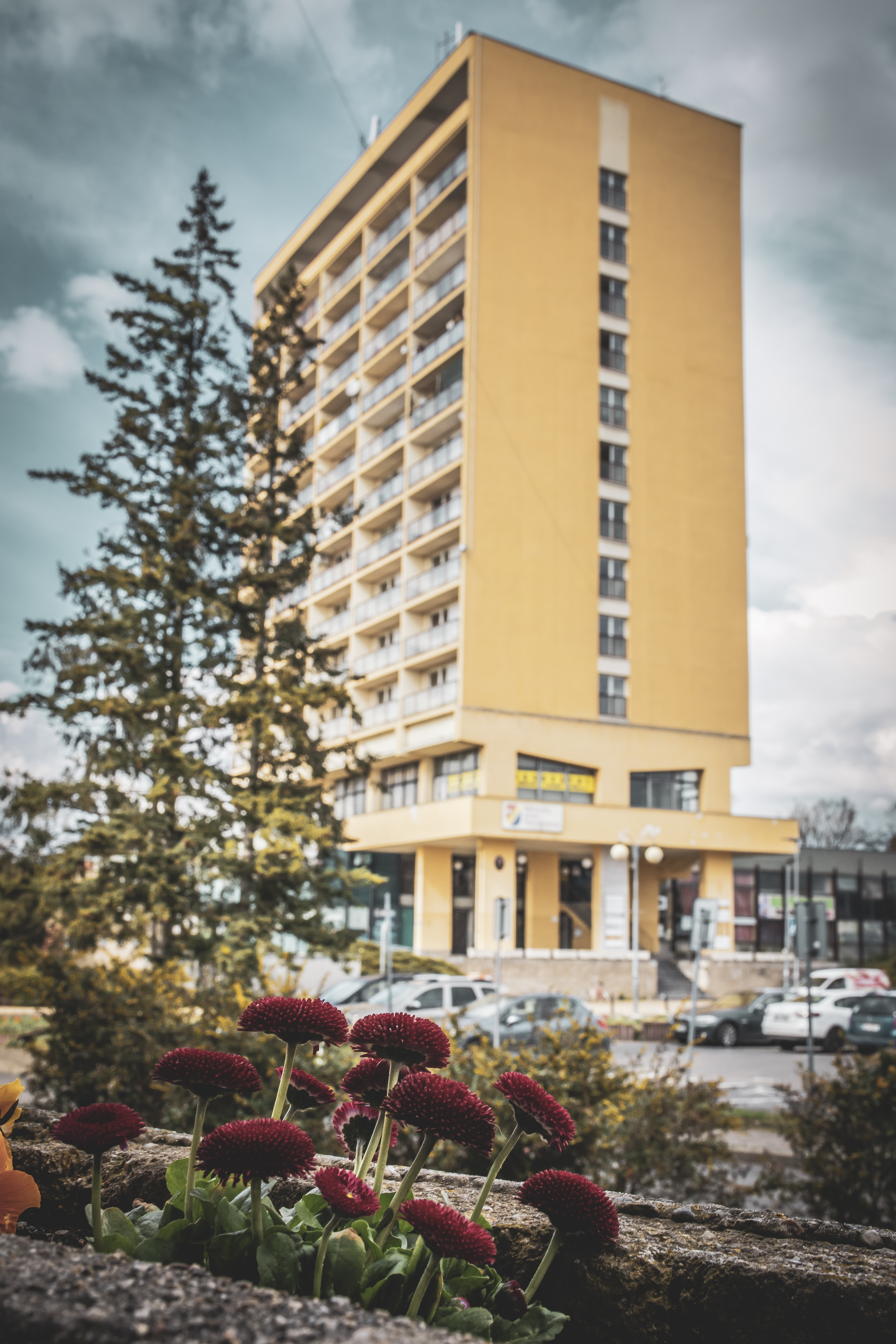
Kulturní dům na náměstí Republiky

Dne 21. dubna 1972 byl otevřen 12patrový Kulturní dům, jehož součástí byl velký sál, kino, 10 pater hotelových pokojů, které v prvních letech sloužily jako ubytovna nových zaměstnanců rozšiřující se Spolany, velká restaurace se salónkem a knihovna. Rozsáhlé chodby a átria byly využívány k výstavám různého zaměření, např. v roce 1974 zde byla Krajská výstava poštovních známek. Později byl dostavěn druhý sál vhodný i pro divadelní produkce a celý komplex přejmenován. Sál je využíván všestranně, např. pro schůze zastupitelstva, politická shromáždění, taneční zábavy a kurzy.

### Poštovní úřad

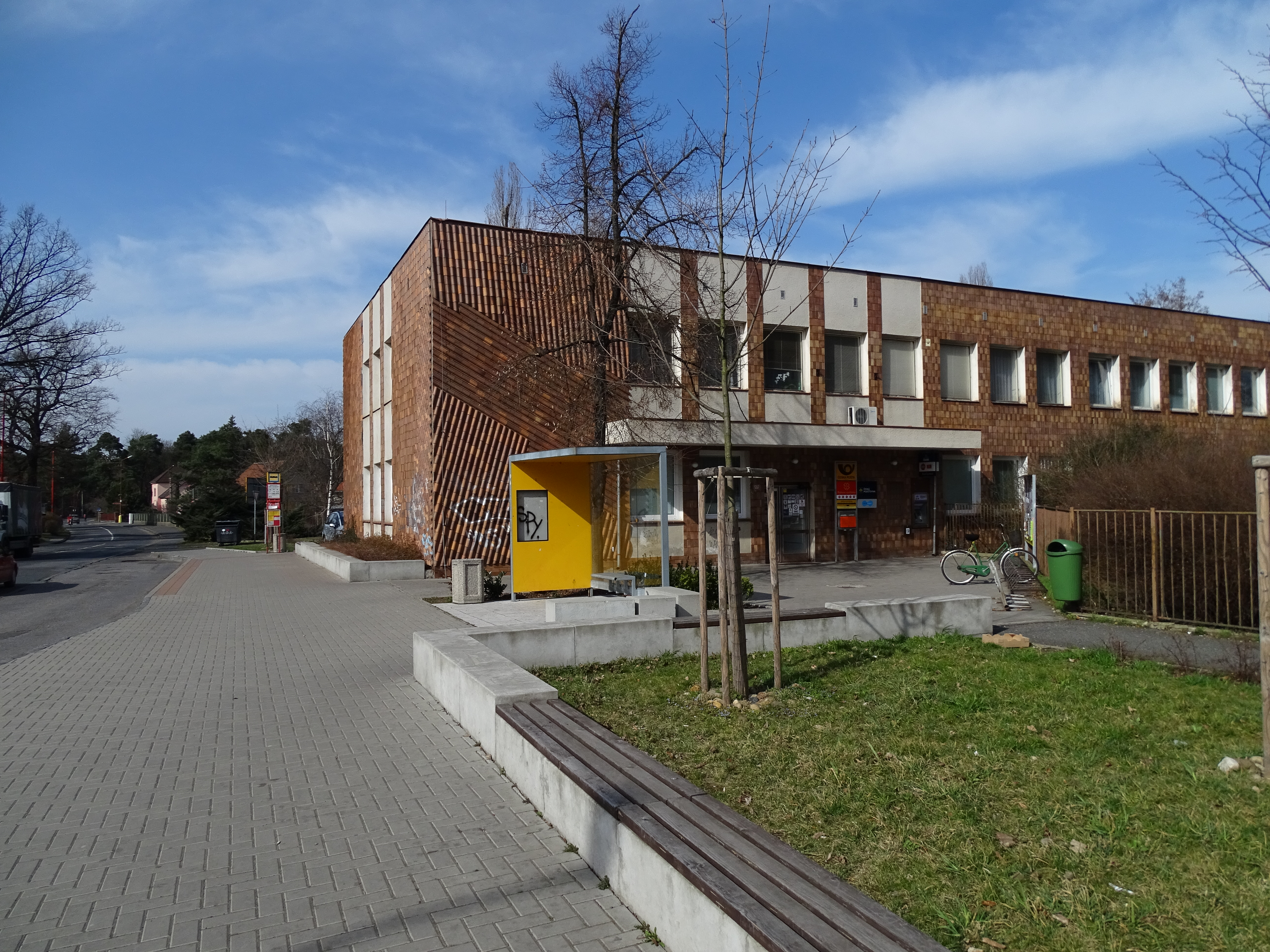
Neratovická pošta

Dne 20. dubna 1874 byla v tehdejší vsi založen poštovní úřad, který zabezpečoval pěšími pochůzkami doručování zásilek nejen v Neratovicích, ale i sousedních vesnicích Libiš, Lobkovice, Tišice, Červený Mlýn, Kaberna, Třebošnice, Mlékojedy, Hájek a Byškovice. Úřad změnil několikrát své umístění, protože poštmistři si tak přivydělávali ke svým nízkým platům umístěním do vlastního domku. Nyní je ve středu města v nové budově. Prvním poštmistrem byl A. Kostomlatský v letech 1874–1908. V roce 1972 byla uvedena do provozu automatizovaná telefonní ústředna a zřízena dálnopisná stanice (STGS). Na sídlišti (u Legata) byla uvedena do provozu pobočka, pošta Neratovice 2 (nyní již neexistující).

## Významné osobnosti města a městských částí

### Čestní občané
Mezi čestnými občany Neratovic nebyli v minulosti komunističtí pohlaváři.
- rytíř Lobkowicz z Melku (26. srpna 1888), bývalý soudce a zemský rada
- Svatopluk Čech (25. dubna 1895), básník, pobýval v Obříství, člen jednoty Sokol Neratovice
- Tomáš Garrigue Masaryk (5. dubna 1935), prezident
- Edvard Beneš (17. ledna 1938), prezident, 29. prosince 1939 bylo zastupitelstvem, na základě pokynu okresního úřadu v Brandýse nad Labem, čestné občanství jednomyslně zrušeno
- Grigorij Protasovič Jakimov (70. léta), generálporučík tankových vojsk Rudé armády, jemuž je připisováno osvobození Neratovic
- Pavel Tauber (15. června 2005), plukovník letectva, za války pilot RAF
- Václav Parus (16. června 2010), motocyklový závodník
- Miroslav Pavlík (10. září 2014), historik, kronikář města

Lobkovice jsou jednou z částí města, po T. G. Masarykovi je v Neratovicích pojmenována ulice, po Benešovi ulice. Po Jakimovovi byla v 80. letech pojmenována ulice (nyní Kojetická).
Na začátku 90. let pozval starosta do Neratovic na vystoupení Ljubu Hermanovou, kde jí mělo být následně uděleno čestné občanství města. Pár týdnů před akcí však starosta vystoupení zrušil z důvodu „dočasného útlumu návštěvnosti kulturních akcí“. Hermanová tak neratovické čestné občanství nakonec nezískala.

### Narozeni v Neratovicích a městských částech
- Jiří Popel z Lobkovic (1551–1607)
- Václav Plesinger (1860–1937)
- Miroslav Plesinger-Božinov (1883–1963)
- Adolf Fiala (1909–1985)
- Ljuba Hermanová (1913–1996)
- Vratislav Slezák (1932–2020)
- Josef Hanzlík (1938–2012)
- Jakub Rejlek (* 1979)
- Petr Poláček (* 1984)
- Adam Sedlmajer (* 1987)
- Tomáš Čvančara (* 2000)

### Ostatní osobnosti
- Jan Měchura (1774–1852)
- František Palacký (1798–1876)
- Terezie Měchurová (1807–1860)
- Jan Palacký (1830–1908)
- Marie Riegrová-Palacká (1833–1891)
- Václav Pavlíček (1847–1917)
- Jan Morava (* 1979)
- Adam Kajumi (* 1999)

### Pohřbeni v Neratovicích a městských částech
- František Palacký
- Terezie Měchurová
- Jan Palacký
- Miroslav Plesinger-Božinov
- Josef Plesinger (starosta Lobkovic)

## Partnerská města
- Radeberg, Německo (1966)